# Journal of Cosmetic and Laser Therapy
Das Journal of Cosmetic and Laser Therapy, abgekürzt J. Cosmet. Laser Ther., ist eine wissenschaftliche Fachzeitschrift, die vom Taylor & Francis-Verlag im Auftrag der European Society for Laser Dermatology veröffentlicht wird. Die Zeitschrift wurde 1999 unter dem Namen Journal of Cutaneous Laser Therapy gegründet und änderte den Namen 2002 in Journal of Cosmetic and Laser Therapy. Sie erscheint mit zwölf Ausgaben im Jahr. Es werden Arbeiten veröffentlicht, die sich mit der Anwendung von Laser und Lichttherapie bei Hauterkrankungen beschäftigen.
Der Impact Factor lag im Jahr 2014 bei 1,110. Nach der Statistik des ISI Web of Knowledge wird das Journal mit diesem Impact Factor in der Kategorie Chirurgie an 130. Stelle von 198 Zeitschriften und in der Kategorie Dermatologie an 42. Stelle von 63 Zeitschriften geführt.